# Chibi, Xianning
Chibi, tidigare känd som Puqi eller Puchi, är en stad på häradsnivå i Hubei-provinsen i centrala Kina.

## Geografi
Chibi är beläget längs floden Lushui och ligger vid gränsen till Hunan-provinsen.

## Historia
Orten grundades som härad under Handynastin (206 f.Kr.–220 e.Kr.) och under Östra Wu (c:a 220–280) fick det namnet Puqi härad (kinesiska: 蒲圻县?, pinyin: Púqí xiàn), traditionellt romaniserat Puchi.
Under Qingdynastin underställdes orten Hubei-provinsen och lydde under prefekturen Wuchang.
1986 ombildades Puqi till en stad på häradsnivå och 1998 bytte orten namn till Chibi stad.
Staden är särskilt känd som skådeplatsen för det historiska slaget vid Chibi under De tre kungadömenas epok.